# José Matos
José Abdiel Matos (Panamá, Panamá, 8 de marzo de 2002) es un futbolista panameño. Juega como lateral izquierdo y milita en el UD Ibiza de la Primera Federación de España, cedido por el CD Plaza Amador. Es internacional con la Selección Sub-23 de Panamá.
Hizo su debut el 7 de diciembre de 2020 con el equipo del CD Plaza Amador, en un partido de la Liga Panameña de Fútbol contra el Alianza FC.

## Trayectoria

### C. D. Plaza Amador
Formó parte del equipo filial del Club Deportivo Plaza Amador, con el cual debutó como profesional en diciembre de 2020 durante el Torneo Clausura 2020.
Regresó para la temporada 2023, pero fue cedido en el primer semestre al San Francisco FC.

### C. D. Universitario
Fichó en febrero de 2020 como parte del Club Deportivo Universitario durante la campaña 2021-2022 de la Liga Panameña de Fútbol, disputando un total de 50 partidos.

### San Francisco F. C.
Llegó como cedido en el primer semestre del 2023 por solicitud del director técnico Gary Stempel, disputó un total de 13 partidos durante el Torneo Apertura 2023.

### U.D. Ibiza
El 30 de agosto de 2024, pasa a formar parte de la U.D. Ibiza de la Pimera Federación.

## Selección nacional

### Categorías inferiores

#### Sub-17
Disputó el Campeonato Sub-17 de la Concacaf de 2019, bajo las órdenes de Gary Stempel. Jugó un total de cinco partidos, logrando llegar hasta los cuartos de final del torneo. 

#### Sub-23
Fue llamado por el director técnico español David Doniga al Torneo Maurice Revello de 2022. En el cual disputó cuatro partidos contra Francia, Argentina, Arabia Saudita y Comoras. 
El director técnico Jorge Dely Valdés lo convocó nuevamente al Torneo Maurice Revello de 2023. Disputó los cinco partidos del torneo y logró coronarse campeón.

### Absoluta
Hizo su debut el 12 de marzo de 2023 en el empate 1-1 contra la selección de Guatemala en el PayPal Park de San José, California

### Participaciones en Selección Nacional
| Copa                        | Categoría | Sede           | Resultado        | Partidos | Goles |
| --------------------------- | --------- | -------------- | ---------------- | -------- | ----- |
| Campeonato Sub-17 2019      | Sub-17    | Estados Unidos | Cuartos de final | 5        | 0     |
| Torneo Maurice Revello 2022 | Sub-21    | Francia        | 7º lugar         | 4        | 0     |
| Torneo Maurice Revello 2023 | Sub-23    | Francia        | Campeón          | 5        | 0     |

## Clubes
| Club                      | País   | Año       |
| ------------------------- | ------ | --------- |
| CD Plaza Amador           | Panamá | 2020      |
| CD Universitario (Cedido) | Panamá | 2021-2022 |
| San Francisco FC (Cedido) | Panamá | 2023      |
| CD Plaza Amador           | Panamá | 2024      |
| UD Ibiza (Cedido)         | España | 2024-act. |

## Estadísticas
- Actualizado al 25 de agosto de 2024.

| Club                         | Div                 | Temporada           | Liga  | Liga  | Copa Nacional | Copa Nacional | Copa Internacional | Copa Internacional | Total | Total | Prom. · |
| Club                         | Div                 | Temporada           | Part. | Goles | Part.         | Goles         | Part.              | Goles              | Part. | Goles | Prom. · |
| ---------------------------- | ------------------- | ------------------- | ----- | ----- | ------------- | ------------- | ------------------ | ------------------ | ----- | ----- | ------- |
| C. D. Plaza Amador · Panamá  | 1.ª                 | 2020                | 1     | 0     | -             | -             | -                  | -                  | 1     | 0     | 0,00    |
| C. D. Plaza Amador · Panamá  | Total               | Total               | 1     | 0     | 0             | 0             | 0                  | 0                  | 1     | 0     | 0,00    |
| C. D. Universitario · Panamá | 1.ª                 | 2021                | 18    | 0     | -             | -             | 1                  | 0                  | 19    | 0     | 0,00    |
| C. D. Universitario · Panamá | 1.ª                 | 2022                | 31    | 0     | -             | -             | -                  | -                  | 31    | 0     | 0,00    |
| C. D. Universitario · Panamá | Total               | Total               | 50    | 0     | 0             | 0             | 1                  | 0                  | 51    | 0     | 0,00    |
| San Francisco F. C. · Panamá | 1.ª                 | 2023                | 28    | 0     | -             | -             | -                  | -                  | 28    | 0     | 0,00    |
| San Francisco F. C. · Panamá | Total               | Total               | 28    | 0     | 0             | 0             | 0                  | 0                  | 28    | 0     | 0,0     |
| C. D. Plaza Amador · Panamá  | 1.ª                 | 2024                | 18    | 2     | -             | -             | -                  | -                  | 18    | 2     | 0,11    |
| C. D. Plaza Amador · Panamá  | Total               | Total               | 18    | 2     | 0             | 0             | 0                  | 0                  | 18    | 2     | 0,11    |
| U. D. Ibiza · España         | 3.ª                 | 2024-25             | 0     | 0     | 0             | 0             | -                  | -                  | 0     | 0     | 0,00    |
| U. D. Ibiza · España         | Total               | Total               | 0     | 0     | 0             | 0             | 0                  | 0                  | 0     | 0     | 0,00    |
| Total en su carrera          | Total en su carrera | Total en su carrera | 97    | 2     | 0             | 0             | 1                  | 0                  | 98    | 2     | 0.02    |

### Selección nacional
- Actualizado al 18 de junio de 2023.(Panamá 4-1 México - Final Maurice Revello)

| Selección                                                                                                | Año             | Amistosos (1) | Amistosos (1) | Copa de Oro | Copa de Oro | Copa América | Copa América | Nations League | Nations League | Eliminatorias Mundialistas | Eliminatorias Mundialistas | Copa Mundial | Copa Mundial | Total | Total |
| Selección                                                                                                | Año             | Part.         | Goles         | Part.       | Goles       | Part.        | Goles        | Part.          | Goles          | Part.                      | Goles                      | Part.        | Goles        | Part. | Goles |
| --- | --------------- | ------------- | ------------- | ----------- | ----------- | ------------ | ------------ | -------------- | -------------- | -------------------------- | -------------------------- | ------------ | ------------ | ----- | ----- |
| Sub-17                                                                                                   | 2019            | --            | --            | --          | --          | --           | --           | --             | --             | 5                          | 0                          | --           | --           | 5     | 0     |
| Sub-17                                                                                                   | Total           | 0             | 0             | 0           | 0           | 0            | 0            | 0              | 0              | 5                          | 0                          | 0            | 0            | 5     | 0     |
| Sub-23                                                                                                   | 2022            | 4             | 0             | --          | --          | --           | --           | --             | --             | --                         | --                         | --           | --           | 4     | 0     |
| Sub-23                                                                                                   | 2023            | 5             | 0             | --          | --          | --           | --           | --             | --             | --                         | --                         | --           | --           | 5     | 0     |
| Sub-23                                                                                                   | Total           | 5             | 0             | 0           | 0           | 0            | 0            | 0              | 0              | 0                          | 0                          | 0            | 0            | 5     | 0     |
| Absoluta                                                                                                 |                 |               |               |             |             |              |              |                |                |                            |                            |              |              |       |       |
| 2023 | 1               | --            | --            | --          | --          | --           | --           | --             | --             | --                         | --                         | --           | 1            | 0     |       |
| Total | 1               | 0             | 0             | 0           | 0           | 0            | 0            | 0              | 0              | 0                          | 0                          | 0            | 1            | 0     |       |
| Total Selección                                                                                          | Total Selección | 5             | 0             | 0           | 0           | 0            | 0            | 0              | 0              | 5                          | 0                          | 0            | 0            | 10    | 0     |
| (1)Incluidos los datos del Torneo Maurice Revello de 2022 y Torneo Maurice Revello de 2023 en la Sub-23. |                 |               |               |             |             |              |              |                |                |                            |                            |              |              |       |       |